# 賓施泰特湖

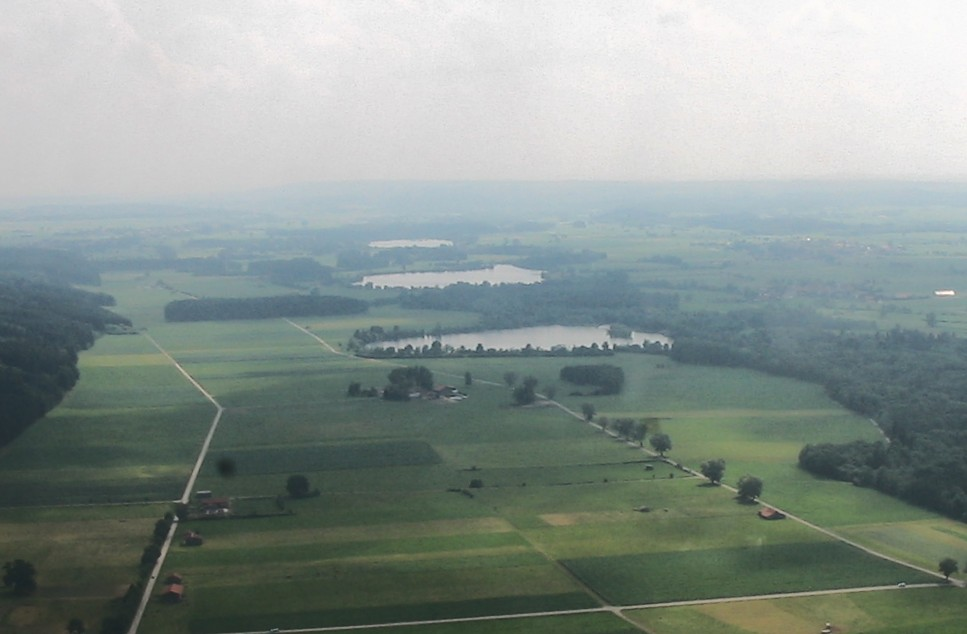

47°59′14″N 10°38′54″E / 47.98722°N 10.64833°E
賓施泰特湖（德語：Bingstetter See），是德國的水庫，位於該國東南部，由巴伐利亞州負責管轄，處於巴特沃里斯霍芬東南面約4公里，長0.5公里、寬0.5公里，面積0.2平方公里，海拔高度628米。